# Carabus carinthiacus
Carabus carinthiacus es una especie de insecto adéfago del género Carabus, familia Carabidae. Fue descrita científicamente por Sturm en 1815.
Habita en Austria, Bosnia y Herzegovina, Italia y Eslovenia.